# Enden
Der Enden war ein Garnmaß in Breslau und richtete sich nach den Preußischen Maßen. Diese waren ab 1. Januar 1872 gültig und wurden bereits am 17. August 1868 beschlossen. Die Breslauer Elle entsprach nicht der Schlesischen Elle.
Der Enden wurde durch eine Kreuzhaspel – einen hölzernen Stab mit Krücken an beiden Seiten – abgemessen, die hier anstelle der Drehhaspel in Gebrauch war. Beim Aufwinden (Weifen) des Garns wurde nacheinander jeweils eine regional unterschiedliche Anzahl Enden zu einem Gebinde verschnürt oder abgebunden (daher der Name „Gebinde“). Eine bestimmte Menge Gebinde bildete schließlich den fertigen Garnstrang. Ein Enden entspricht etwa der vierfachen Länge des verwendeten Stabes.
- 1 Breslauer Elle ≈ 255,3 Pariser Linien ≈ 0,576 Meter
- 1 Elle (Preuß.) = 295,65125 Pariser Linien ≈ 0,66694 Meter
- 1 Enden = 4 Breslauer Ellen ≈ 3,455 Ellen (Preuß.) ≈ 2,304 Meter

- 1 Gebinde = 20 Enden (Faden)
- 1 Zaspel = 20 Gebinde = 400 Enden
- 1 Strähn = 4 Zaspel = 80 Gebinde = 1600 Enden
- 1 Stück (Garnmaß) = 3 Strähn = 12 Zaspel = 240 Gebinde = 4800 Enden = 19200 Breslauer Ellen.[1]